# Fest til hest
Fest til hest er en dansk dokumentarfilm fra 1970.

## Handling
En dokumentarisk skildring af den traditionelle fastelavnsridning og tøndeslagning i Store Magleby på Amager fastelavnsmandag.